# Campoussy
Campoussy (occitansk: Camporsin, catalansk: Campossi) er en by og kommune i departementet Pyrénées-Orientales i Sydfrankrig.

## Geografi
Campoussy ligger i Fenouillèdes 51 km vest for Perpignan. Nærmeste byer er mod nord Sournia (4 km).

## Demografi

### Udvikling i folketal
| 1962                                                              | 1968 | 1975 | 1982 | 1990 | 1999 | 2007 | 2015 | 2017 |
| ----------------------------------------------------------------- | ---- | ---- | ---- | ---- | ---- | ---- | ---- | ---- |
| 26                                                                | 14   | 24   | 33   | 40   | 35   | 41   | 39   | 37   |
| Tal fra og med 1962 er uden dobbelttælling (sans doubles comptes) |      |      |      |      |      |      |      |      |